# Sury-près-Léré

Sury-près-Léré este o comună în departamentul Cher, Franța. În 1 ianuarie 2022 avea o populație de 656 de locuitori.